# Geografia de São Cristóvão e Neves

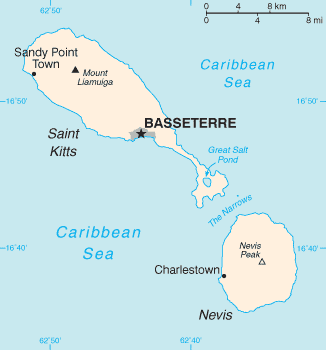
Mapa do país.

São Cristóvão e Neves é formado por três ilhas,  São Cristóvão e Neves. O pico mais alto é o Monte Liamuiga, que chega a 1.156m de altitude. É o menor país das Américas.

O país está sujeito a ação de furacões.

## Dados geográficos
- Coordenadas Geográficas: 17 20 N, 62 45 O
- Costa Marítima: 135 km
- População: 39.129 (Julho 2006 est.)
- Distribuição da idade:
  - 0-14 anos: 27,5% (homens 5.515/mulheres 5.263)
  - 15-64 anos: 64,3% (homens 12.605/mulheres 12.572)
  - 65 anos ou mais: 8,1% (homens 1.313/mulheres 1.861) (2006 est.)
- Crescimento populacional: 0,5% (2006 est.)
- Taxa de nascimento: 18,02 nascimentos/1.000 habitantes (2006 est.)
- Taxa de mortalidade: 8,33 mortes/1.000 habitantes (2006 est.)/

## Clima

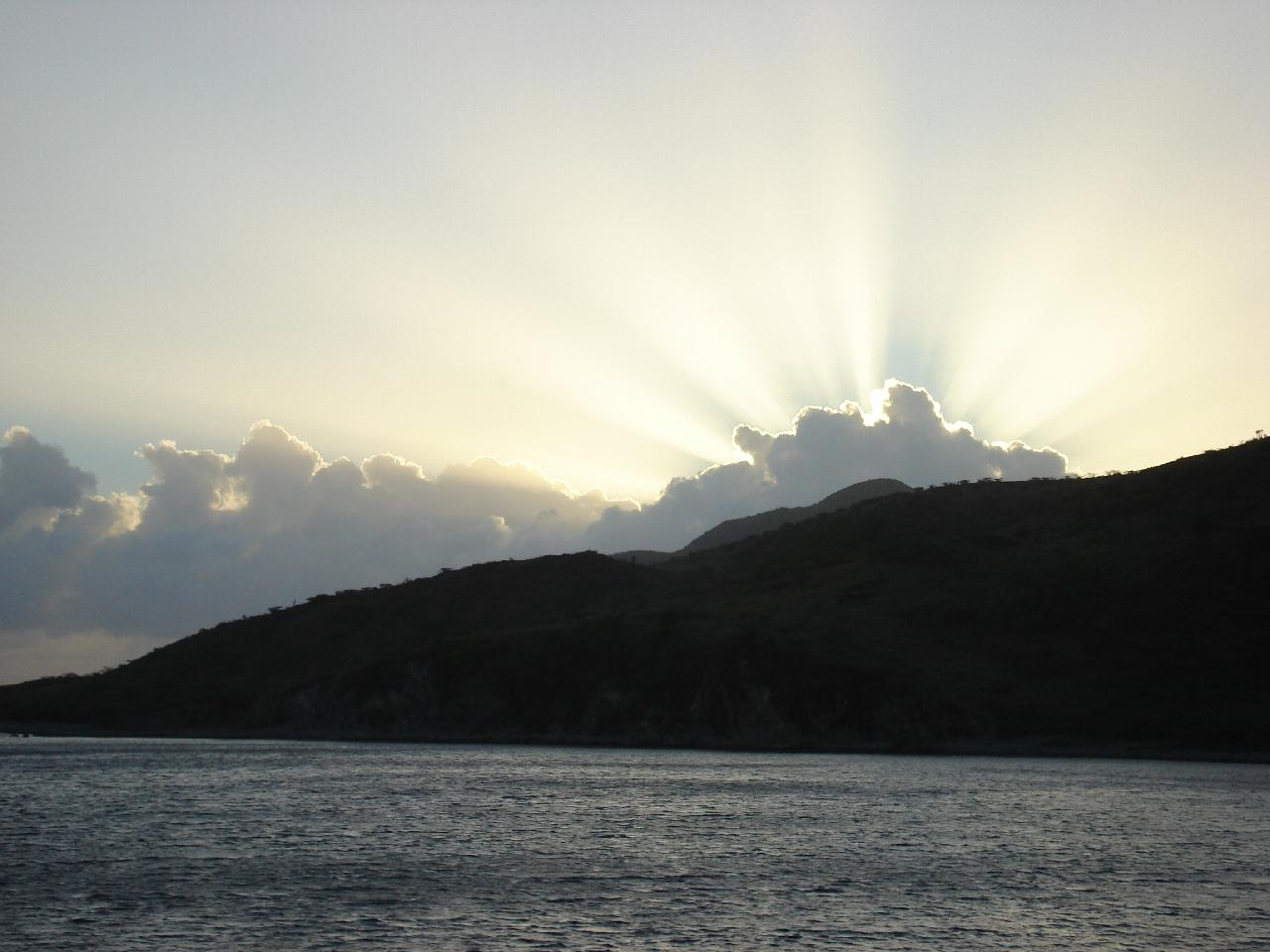
Nascer do sol em Bedroom Cove, São Cristóvão e Neves.

O clima de São Cristóvão e Neves é classificado como o marinho tropical com uma estação úmida e uma seca. Geralmente, os ventos constantes do nordeste e os movimentos ciclônicos oceânicos tropicais influenciam essas estas estações.

### Temperaturas
As ilhas apresentam mesmo temperaturas mornas com uma média de aproximadamente 24°-27°Célsius e umidade baixa, em torno de 71%. As variações sazonais e diurnais na temperatura são pequenas.

### Precipitação
À exceção da península do sudeste que é muito seca, a precipitação anual do meio varia de aproximadamente 400mm nas áreas costais, a aproximadamente 1520mm nas escalas de montanhas centrais. Já de maio a outubro a precipitação é mais pesada quando as temperaturas forem mais altas.

### Furacões
Embora a estação de furacões dure oficialmente de junho a novembro, a maioria de furacões batem durante Agosto-Novembro. As estações do furacões de 1998 e 1999 do Atlântico registraram 3 furacões que devastaram São Cristóvão e Neves.

#### Furacão Georges
O Furacão Georges em 1998, ao passar sobre São Cristóvão, danificaram linhas elétricas, derrubando árvores, etc. A falta da eletricidade interrompeu também a distribuição de água. Os ventos fortes do Geroges causaram graves danos, danificando 80-85% das casas no local, e destruindo 20-25% das mesmas. Muitos escolas, empresas, hospitais, e edifícios do governo perderam seus telhados. O aeroporto local também foi prejudicado, e teve dificuldades para operar. A economia foi atingida das perdas agrícolas severas, incluindo a devastação de 50% de sua colheita do açúcar. Além disso, os hotéis e os cais danificados criaram um impacto a longo prazo com a falta do turismo - um setor importante para o país. Em tudo, o furacão Georges causou 5 fatalidades, deixou 3.000 sem abrigo, e deu um prejuízo de US$445 milhões em danos. Neves foi menos prejudicada. Como em São Cristóvão, os ventos fortes estragaram as linhas de eletricidade e água, danificando seu abastecimento.

## Geologia
São Cristóvão é composta quase exclusivamente de rochas vulcânicas. Sua geologia é similar a de outras ilhas vulcânicas das Antilhas. As ilhas se localizam sobre uma cadeia de montanhas submersa que dão forma ao limite oriental do que é conhecido como placa do Caribe. O arquipélago é geologicamente novo, começando a se formar provavelmente há menos de 50 milhões de anos, durante o Mioceno. A atividade vulcânica ocorreu ao longo desta era, e tem continuado desde então. Neves é uma ilha vulcânica que começou a se formar há aproximadamente 3,45 milhões de anos. Entretanto, compreende um número de centros eruptivos discretos que variam. A geologia de Neves pode ser subdividida em quatro unidades informais: Vulcânico dos centros eruptivos, as rochas volcanogênicas - pyroclastics e lahars.